# Georges-Saint-Ange Moulin
Georges-Saint-Ange Moulin, francoski general, * 1880, † 1966.